# مزوش
 مَزوش یا به عبارت دیگر مُزوَش روستایی از توابع شهرستان دلیجان در استان مرکزی است. این روستا تا دهه ۶۰هجری شمسی در حوزه ثبتی شهرستان کاشان و در بخش قمصر این شهرستان قرار داشت. اما همینک در حوزه شهر دلیجان و استان مرکزی قرار دارد.

## پیشینه نام
مزوش از دو بخش تشکیل شده‌است (مُز +وَش). مُز یا مَز در زبان فارسی عامیانه به معنای (مزد) تلفظ می‌شود و وَش در زبان فارسی ری باستان ( فارسی میانه _ فارسی پهلوی ) در دوره ساسانی به معنای (پنبه حلاجی نشده یا همان غوره پنبه ) می‌باشد. به همین دلیل می‌توان گفت که کشت پنبه زمانی در مزوش رونق فراوان داشته و از این راه روزگار می‌گذرانیدند. همچنین محمّد بن حسن قمی در کتاب تاریخ قم (قرن چهارم هجری) در ذکر روستاهای اردهال (وراردهال) از آن با نام «مروزش» یاد می‌کند. (تاریخ قم، قمی، ص۲۰۰)البته در لغت نامه دهخدا این کلمه مرکب (مَز + وش ) به معنی سخت گونه و صعب العبور نیز آمده چرا که کوهستانی است و در گذشته راه دسترسی به آن دشوار بوده است.زبان مردم مزوش فارسی با لهجه امروزی می باشد اما از معدود کلمات بجای مانده و گاها منحصربفرد از گذشته های دور می توان حدس زد روزگاری مردم در این آبادی به فارسی پهلوی سخن می گفته اند . قله دومیر و در لهجه محلی دومیَر بام استان مرکزی نیز به ارتفاع ۳۵۰۵ متر در این روستا قرار دارد .